# 키르쿠스

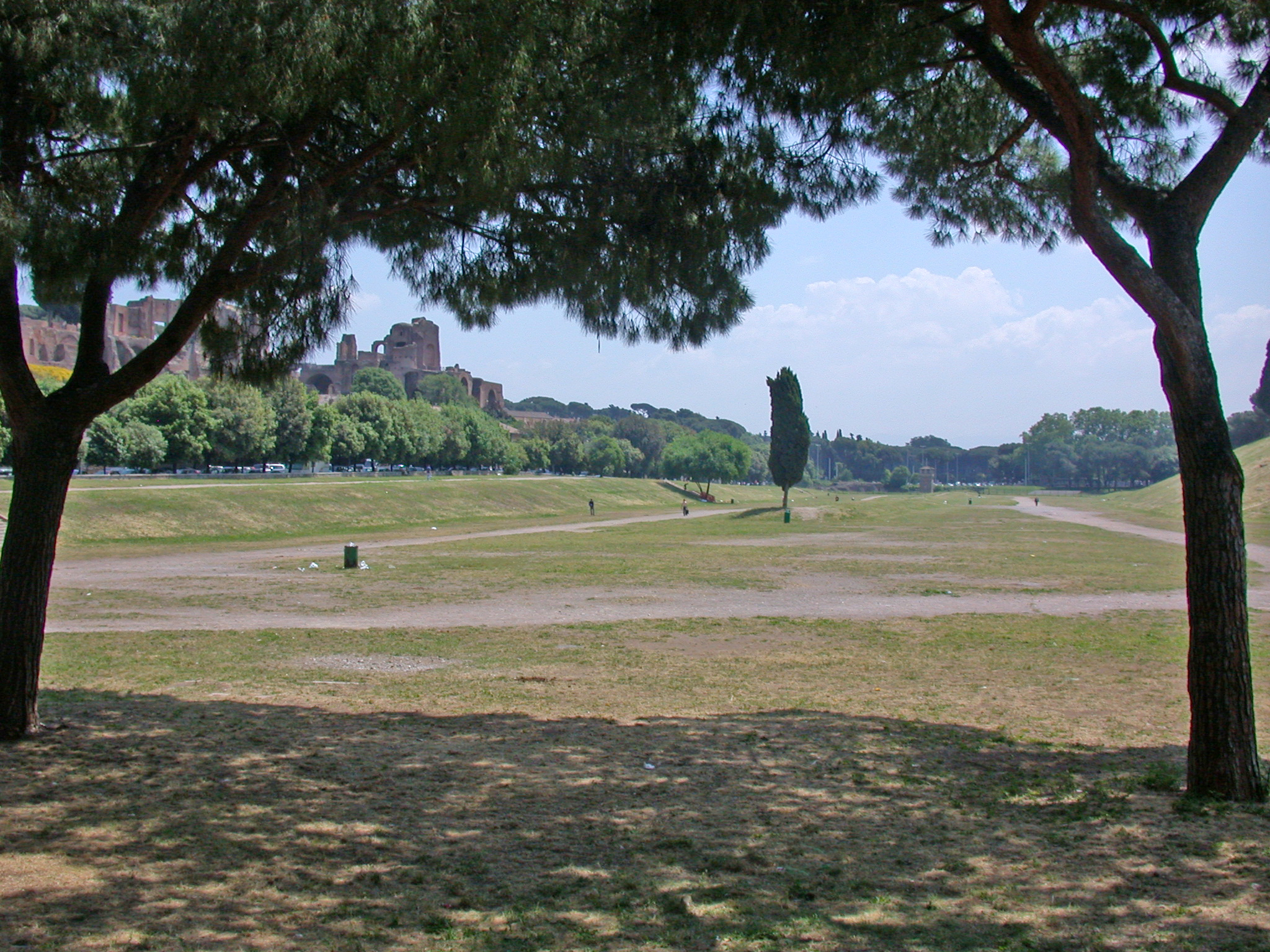
로마의 키르쿠스 막시무스

키르쿠스(영어: Roman circus)는 고대 로마에서 전차 경주를 위해 만들어진 경기장이다.

## 개요
고대 로마의 키르쿠스는 고대 그리스의 경기장인 히포드롬과 같은 목적을 가진 것이지만 전차 경주와 경마 밖에 하지 않은 히포드롬과는 달리 키르쿠스는 다양한 행사를 위한 것으로, 시설의 외관과 구조가 조금 달랐다. 키르쿠스는 로마 극장과 원형극장과 함께 로마 시민들에게 가장 인기있는 오락 시설 중 하나였다. 키르쿠스에서 전차 경주와 경마가 개최될뿐만 아니라, 제국의 중요한 기념식도 개최되고 있었다.

## 같이 보기
- 로마 극장
- 원형극장
- 전차 경주
- 키르쿠스 막시무스
- 히포드롬 (Hippodrome) - 그리스에서 전차경주를 했던 공원.